# Viliam Tankó
Viliam Tankó (* 17. května 1995) je slovenský politik a boxer. Od roku 2023 je poslancem NR SR a ve volbách uspěl jako jeden ze čtveřice reprezentantů platformy Pačivale Roma. Z klubu OLaNO přestoupil v roce 2024 do klubu Progresívneho Slovenska.